# Lilium kelleyanum
Lilium kelleyanum ist eine nur in Kalifornien einheimische Art aus der Gattung der Lilien (Lilium) in der Sektion Pseudolirium innerhalb der Familie der Liliengewächse (Liliaceae).

## Beschreibung
Lilium kelleyanum erreicht eine Wuchshöhe von bis zu 220 cm. Die Zwiebeln sind rhizomartig mit kleinen anliegenden gelblichen Schuppen. Sie ist in der Regel in zwei bis drei Segmente unterteilt oder seltener auch unsegmentiert. Der Stängel bildet selbst keine Wurzeln aus. Die Blätter sind lanzettförmig mit zum Boden geneigter Spitze. Sie sind zwischen 7,8 cm und 15,8 cm lang und zwischen 1,2 cm und 5,3 cm breit. Sie sind selten über den Stängel frei verteilt oder gewöhnlich in eins bis vier Wirteln aus drei bis zehn Blättern angeordnet.
Die Pflanze blüht von Juli bis August mit 1 bis 15 in einer großen pyramidenförmigen Rispe nickenden Blüten mit glänzender Textur. Die zwittrigen Blüten sind dreizählig. Die sechs gleichgestalteten Blütenhüllblätter (Tepalen) sind stark zurückgebogen, aber nicht vollständig eingerollt (türkenbundform) und 4,2 bis 5,3 cm lang. Die Grundfarbe der Blüten ist cadmiumgelb mit feinen purpurnen Punkten, zur Basis hin geht die Farbe in einen Grünton über. Jede Blüte enthält drei Fruchtblätter und sechs Staubblätter. Die Antheren sind magenta oder grau-rot, die Pollen blass-orange. Der Stempel ist grün. Die Samen reifen in 1,5 cm bis 2,9 cm großen Samenkapseln heran und keimen verzögert-hypogäisch.

## Verbreitung
Die Pflanze ist in Kalifornien endemisch. Sie ist Lilium parvum sehr ähnlich und teilt mit ihr die Sierra Nevada auf beiden Ufern des Lake Tahoes.
Lilium kelleyanum braucht einen feuchten Boden, am besten wächst sie in gebirgigen Nadelwäldern in der Nähe von Flüssen in Höhenlagen zwischen 2200 m und 2900 m NN.

## Taxonomie und Systematik
Lilium kelleyanum wurde 1903 von John Gill Lemmon in Sierra Club Bulletin. San Francisco Band 4 Seite 300 erstbeschrieben.
Lilium kelleyanum ist sowohl Lilium parvum als auch Lilium pardalinum sehr ähnlich, so dass sogar der Stand als eigene Art eine Zeit lang umstritten war. Mit beiden Arten bildet sie natürliche Hybriden. Synonyme von Lilium kelleyanum Lemmon sind Lilium fresnense (Eastw.) Eastw., Lilium nevadense var. fresnense Eastw. und Lilium nevadense var. monense Eastw.

## Verwendung
Die stärkehaltigen Zwiebeln der Lilie sind essbar und schmecken gekocht ähnlich wie die Kartoffel (Solanum tuberosum).